# (361861) 2008 ED69
(361861) 2008 ED69 – planetoida należąca do grupy Apolla i obiektów NEO. Planetoida została odkryta w 11 marca 2008 roku w programie Catalina Sky Survey.

## Orbita
(361861) 2008 ED69 okrąża Słońce w ciągu 4 lat i 329 dni w średniej odległości 2,89 j.a. Nachylenie jej orbity względem ekliptyki to 36,28°, a mimośród jej orbity wynosi 0,75. Orbita tej planetoidy jest znacznie wydłużona. W swoim ruchu orbitalnym 2008 ED69 przecina orbity Marsa, Ziemi oraz Wenus. Planetoida ta może być pozostałością po rozpadzie komety z rodziny Jowisza odpowiedzialnej za powstanie roju meteorów kappa Cygnidy w okresie od ok. 4000 do 1600 roku p.n.e.